# Faetony
Faetony – monotypowy rząd Phaethontiformes i rodzina Phaethontidae z infragromady ptaków neognatycznych (Neornithes).

## Zasięg występowania
Rząd obejmuje gatunki oceaniczne, zamieszkujące oceany całego świata w strefie ciepłych klimatów.

## Charakterystyka
Długość ciała 70–105 cm (włącznie z ogonem o długości 28–56 cm), rozpiętość skrzydeł 90–119 cm; masa ciała 220–835 g. Sylwetką przypominają mewy; środkowe sterówki silnie wydłużone. Upierzenie zasadniczo białe, przez oko ciemna pręga i czarne plamy na lotkach. Często różowawy nalot (jeden z podgatunków jest wręcz pomarańczowo-różowy). Nogi krótkie, silnie przesunięte ku tyłowi, co w znaczący sposób utrudnia chodzenie. Gniazdują na skalistych wysepkach; odbywają grupowe toki w powietrzu. W zniesieniu jedno jajo, które wysiadują oboje rodzice, zmieniając się co 2 do 5 dni. Podczas gdy jeden rodzic wysiaduje, drugi poluje. Okres wysiadywania w granicach 41 do 45 dni; pisklęta są gniazdownikami, usamodzielniają się po 11–15 tygodniach. Pokarm stanowią ryby i mątwy.

## Systematyka

### Etymologia
- Phaethon: gr. φαεθων phaethōn „słońce”, od φαω phaō „lśnić”[12].
- Lepturus: gr. λεπτος leptos „delikatny, smukły”; ουρα oura „ogon”[13]. Gatunek typowy: Phaethon aethereus Linnaeus, 1758.
- Tropicophilus: Gr. τροπικος tropikos „dotyczący przesilenia słonecznego, zwrotnik”, od τροπη tropē „zwrot, zmiana”, od τρεπω trepō „zwrócić”; φιλος philos „miłośnik”[14]. Gatunek typowy: Phaethon aethereus Linnaeus, 1758.
- Phoenicurus: gr. φοινιξ phoinix, φοινικος phoinikos „karmazynowy, czerwony”; ουρα oura „ogon”[15]. Gatunek typowy: Phaethon rubricauda Boddaert, 1783; młodszy homonim Phoenicurus T. Forster, 1817 (Muscicapidae).
- Leptophaethon: gr. λεπτος leptos „delikatny, smukły”; rodzaj Phaethon Linnaeus, 1758[16]. Gatunek typowy: Phoethon lepturus dorotheae Mathews, 1913[a].
- Scaeophaethon: gr. σκαιος skaios „znajdujący się po lewej stronie, zachodni” (bo grecki wróżbita zwracał się twarzą ku północy mając zachód po lewej stronie); rodzaj Phaethon Linnaeus, 1758[17]. Gatunek typowy: Phaethon rubricauda westralis Mathews, 1912[b].

### Podział systematyczny
Do rodziny należy jeden rodzaj i następujące gatunki:
- Phaethon aethereus Linnaeus, 1758 – faeton białosterny
- Phaethon rubricauda Boddaert, 1783 – faeton czerwonosterny
- Phaethon lepturus Daudin, 1802 – faeton żółtodzioby